# Erno Eskens
Erno Bernardus Eskens (Obdam, 25 november 1964) is een Nederlands filosoof en politicoloog. 
Hij is vooral bekend door zijn filosofische pleidooi voor dierenrechten en als popularisator van de filosofie. 

## Loopbaan
Eskens studeerde filosofie en politicologie aan de Vrije Universiteit in Amsterdam. Hij schreef enige tijd voor het universiteitsblad Ad Valvas en was betrokken bij de oprichting van Filosofie Magazine, het maandblad waarvan hij ook enige tijd hoofdredacteur was. Daarnaast is hij een van initiatiefnemers van de Maand van de filosofie en medeoprichter van de Stichting An Sich, dat het Amsterdamse filosofiecafé Felix & Sofie organiseert. Met deze stichting richtte hij de 'twee-uurs-universiteit' van Felix & Sofie op. Aan deze door onderwijsminister Loek Hermans geopende universiteit promoveerde schrijver Harry Mulisch in de wijsbegeerte. In 2000 publiceerde Eskens een Filosofische reisgids voor Nederland en Vlaanderen. In 2003 volgden Filosofen Lexicon (geschreven met Ruben Heijloo) en Dit is Lyotard, een bloemlezing over de Franse filosoof Jean-François Lyotard. Deze filosoof interviewde hij eveneens voor de televisieserie Denken Doorzien van Teleac/NOT, waarvoor hij ook scripts schreef. In 2009 volgde Democratie voor dieren. Tussen 2002 en 2009 was Eskens boekenuitgever bij Veen Magazines. Op 23 september 2015 promoveerde Erno Eskens aan de Universiteit Leiden op het proefschrift Een beestachtige geschiedenis van de filosofie. Van 2010 tot 2019 was hij hoofd van het cursusinstituut van de Internationale School voor Wijsbegeerte in Leusden. Daarna was hij uitgever filosofie en geschiedenis bij Uitgeverij Boom in Amsterdam en sinds 2021 is hij uitgever filosofie en wetenschap bij Noordboek.

## Dierenrechten
Met zijn boek Democratie voor Dieren trad Eskens naar voren als zelfstandig denker. Het boek haalde de shortlist van de Socrates Wisselbeker 2010 (prijs voor het meest prikkelende filosofieboek) en werd in het NOS-Journaal besproken. In het boek analyseert Eskens de radicale tak van de dierenbeweging en ontwikkelt hij een juridisch-filosofische dierfilosofie. Hij verwijt de radicale tak dierenrechten als absolute morele beginselen te zien. Volgens Eskens zijn rechten sowieso nooit absoluut. In een rechtsstaat worden rechten immers afgewogen tegen andere rechten. Deze afweging kan soms ongunstig voor dieren uitpakken. Dieren die een bedreiging vormen voor de mens mogen bijvoorbeeld worden bestreden, omdat ieder wezen, ook de mens, een recht op zelfverdediging heeft. In sommige gevallen kan zelfs het oorlogsrecht op dieren worden toepast.
In een democratie horen alle belangen van alle levende wezens op basis van uniforme criteria te worden afgewogen. Een democratie waarin de belangen van dieren niet worden meegewogen noemt Eskens 'onvoltooid'. Wij leven volgens hem in zo'n onvoltooide democratie. In de 'voltooide democratie' zijn mensenrechten onderdeel geworden van een omvattender dierenrecht. Veel van de huidige mensenrechten zijn op dieren van toepassing verklaard. Het gaat dan om biologisch getinte mensenrechten, zoals het recht om niet gemarteld te worden en het recht om gevrijwaard te worden van onnodige stress, maar ook om het recht op privacy en het recht om niet gedwongen tot een vergadering te behoren.
Eskens is geen voorstander van identieke rechten voor mens en dier. De rechten horen te verschillen per situatie, per soort, en, waar mogelijk, ook per dier. Bij mensen zijn de rechten immers ook niet altijd gelijk. Veroordeelde misdadigers hebben bijvoorbeeld (tijdelijk) geen vrijheidsrechten en dementen ontnemen we het recht om de eigen financiën te beheren. Voor dieren kan iets dergelijks ook gelden. Ook zij horen in de 'aanvankelijke situatie' alle mogelijke rechten te hebben, waarna hen rechten worden ontnomen als dat aan de orde is. De term 'aanvankelijke situatie' ontleent Eskens aan het werk van John Rawls die deze term zelf niet op dieren wilde toepassen. Het ontnemen van rechten dient bij dieren, net als bij mensen te gebeuren door een politiek of gerechtelijk besluit. Het voordeel hiervan is dat alle besluiten worden bediscussieerd en aanvechtbaar worden.
Omdat dieren, net als mensen, belangen hebben die behartigd en afgewogen moeten worden, schaart Eskens ze onder de 'burgers'. Daarmee vallen ze in zijn voltooide democratie onder de grondwet. Weliswaar kunnen dieren niet stemmen en schrijven ze geen wetsvoorstellen, maar dieren kunnen hun belangen best duidelijk maken. Vooral ethologen kunnen deze belangen aantonen aan de hand van diergedrag, reflexen en stresshormonen. Dergelijke uitingen van dieren kunnen worden gezien als proposities oftewel 'stemmen', die in de politieke arena gehoord worden. Om dit te waarborgen oppert Eskens om enkele zetels in de Tweede Kamer te reserveren voor vertegenwoordigers van de dieren (en andere stemlozen waaronder mensen van toekomstige generaties).
Zelf was Eskens lijstduwer namens de Partij voor de Dieren met de Tweede Kamerverkiezingen 2012 en de Eerste Kamerverkiezingen 2019 en de Eerste Kamerverkiezingen van 2023. Hij stond daarbij respectievelijk op plek 19 (234 voorkeursstemmen), plek 12 en plek 14.